# Производство кофе на Гуаме
Производство кофе на Гуаме ограничено местным потреблением. Кофе широко представлен и процветает на Гуаме. Климат и почва острова хорошо приспособлены к выращиванию кофе. В начале XX века кофе описывали как одно из самых распространённых растений Гуама, выращиваемое в большинстве жилых хозяйств почти каждой семьёй.

## История
Уильям Эдвин Саффорд в 1905 году отмечал, что

Семена кофе на Гуаме сажают в грядки на глубину около 4 сантиметров (1,6 дюйма) в питомниках на расстоянии около 8 сантиметров (3,1 дюйма) друг от друга рядами. Растения легко пересаживаются, требуют минимального полива. Лучшее время для пересадки — начало сезона дождей. Растения сначала затеняют отрезками кокосовых листьев, воткнутыми в землю в наклонном направлении. Иногда молодые растения затеняют чередующимися рядами бананов. Их срезают, когда кофейные растения хорошо приживаются. Промежуточные культуры таро или кукурузы также можно сажать вместе с кофе в течение первых двух лет. Прополка осуществляется мотыгой. Растения держат свободными от побегов или отростков, прорастающих из их стеблей, удаляя их в молодом возрасте. Хотя болезни кофе встречаются редко, плоды иногда поедают крысы, заполонившие остров. Ягоды собирают по мере их созревания. Измельчение производится вручную, а слизистый материал, окружающий семена, удаляется путем промывания, после чего кофе раскладывают для сушки на солнце. Кофе тщательно высушивается. При его приготовлении бобы обжаривают и растирают на каменном metate цилиндрическим mano, представляющим из себя сужающуюся каменную скалку.
Леонард Мартин Кокс в 1917 году писал, что о выращивании кофе на Гуаме мало заботятся из-за того, что растение неприхотливо к условиям и выживает почти на любой почве. Большинство деревенских домов Гуама были окружены кофейными кустами, и свежие семена прорастали спонтанно под родительским растением, или если их просто роняли на землю в тенистых местах. На острове не было больших плантаций, каждая семья выращивала кофе только для собственного потребления. Ягоды собирали, превращали в мякоть и очищали вручную. Кофе, выращиваемый здесь, относился к сорту Coffea arabica (на Гуаме известен как Kafe) и имел хорошее качество, достаточное для местного потребления без излишков на экспорт.
В 1970-х годах в деревне Пити в регионе Массо была предпринята попытка вырастить свой сорт кофе. Было посажено 200 кофейных деревьев, но из-за случившегося через несколько лет пожара почти ни одно дерево не уцелело. Из 240 деревьев, посаженных в том же регионе в 1978 году, несколько деревьев дали ростки. Некоторые из этих растений были использованы в питомнике Департамента сельского хозяйства, чтобы рассадить их на большее количество территорий. Тита Тайтаге, директор Департамента сельского хозяйства, посетившая питомник в 2012 году, надеется, что этот местный сорт кофе выживет.